# TV Emsdetten
TV Emsdetten (pełna nazwa: Turnverein Emsdetten 1898 e.V.)  – niemiecki klub piłki ręcznej mężczyzn powstały w 1898 z bazą w Emsdetten. Od sezonu 2013/14 występuje w Bundeslidze w roli beniaminka.